# せりざんまい
『せりざんまい〜落札者密着物語〜』は、NHK BSプレミアムで2020年と2021年に「レギュラー番組への道」の中で放送されていたバラエティ番組である。

## 概要
「競り」をテーマにした番組で、肉や野菜、魚といったメジャーな競りではなく、あまり知られていない競りの世界を紹介。実際、どんな人が落札しているのか？競り会場で出会った落札者を追跡取材する。ナレーションは、アンタッチャブル・柴田英嗣が務めているが、たまにワイプでの顔出しがあったり、途中、ナレーターへクイズが出されるのが特徴となっている。2021年2月時点で「中古重機の競り」「錦鯉の競り」が放送されている。

## 放送リスト
1. 重機のせり（2020年11月6日　レギュラー番組への道枠内）
2. 錦鯉(にしきごい)（2021年2月19日　同上）

## スタッフ
- 構成：オグロテツロウ
- 撮影：福岡利浩
- 映像技術：高城明宏
- 音声：坪野有馬
- 音響効果：鈴木佑土
- 取材：古川裕一郎
- ディレクター：五十嵐健太
- 制作統括：金濵理卯、横山隆宏、小川隆蔵
- 制作：NHKエンタープライズ